# .pro
.pro – internetowa domena najwyższego poziomu przeznaczona do użytku przez profesjonalistów. Została utworzona w 2002 r. Operatorem jest Registry Services Corporation. Założeniem było przeznaczenie do użytku domeny identyfikującej kwalifikowanych profesjonalistów.
Uprawnienia abonenta muszą zostać potwierdzone, a sama domena stanowi formę certyfikatu.
Domena posiada trzy domeny drugiego poziomu:
- .cpa.pro (profesjonaliści: akredytowani księgowi)
- .law.pro (profesjonaliści: prawnicy)
- .med.pro (profesjonaliści: doktorzy nauk medycznych, lekarze)

Bezpośrednie rejestracje na drugim poziomie, udostępnione w późniejszym terminie, objęte są dodatkowymi restrykcjami.